# 沙朗雪
沙朗雪（法語：Charancieu，法語發音：[ʃaʁɑ̃sjø]）是法国伊泽尔省的一个市镇，位于该省中北部，属于拉图尔迪潘区。

## 地理
沙朗雪（45°31'30"N, 5°34'54"E）面积5.53 平方千米，位于法国奥弗涅-罗讷-阿尔卑斯大区伊泽尔省，该省份为法国东南部内陆省份，北起顺时针与安省、萨瓦省、上阿尔卑斯省、德龙省、阿尔代什省、卢瓦尔省和罗讷省。
与沙朗雪接壤的市镇（或旧市镇、城区）包括：圣翁德拉、多菲内地区莱萨布雷、帕拉德吕湖村。

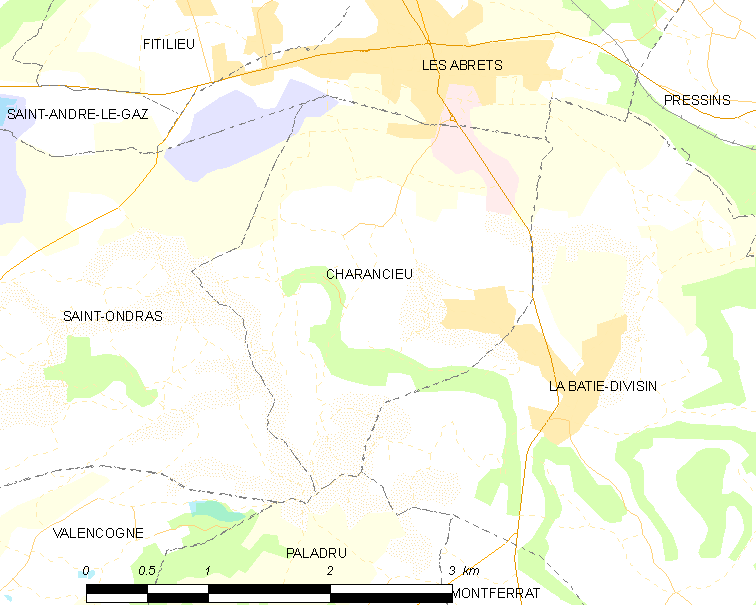
沙朗雪的OSM定位图

沙朗雪的时区为UTC+01:00、UTC+02:00（夏令时）。

## 行政
沙朗雪的邮政编码为38490，INSEE市镇编码为38080。

## 政治
沙朗雪所属的省级选区为沙特勒斯-吉耶县。

## 人口

1962-2008年间沙朗雪人口变化图示

沙朗雪于2022年1月1日时的人口数量为748人。